# Josep Carner
Josep Carner i Puig-Oriol (Barcelona, 5 februari 1884 - Ukkel, 4 juni 1970) was een Catalaans dichter, journalist, toneelschrijver en vertaler. Als diplomaat vertegenwoordigde hij Spanje. De prins van de Catalaanse dichters, zoals hij werd genoemd, leefde van 1939 tot aan zijn dood in ballingschap in België.

## Levensloop

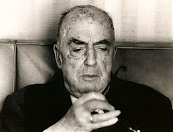
Josep Carner in 1970

In 1897, op dertienjarige leeftijd, ging Carner naar de Universiteit van Barcelona waar hij eerst rechten (diploma in 1902) en daarna filosofie (diploma in 1904) studeerde. Het was daar dat zijn interesse voor het Catalaans nationalisme werd opgewekt.
Net na de eeuwwisseling begon Carner als politiek journalist bij de krant La Veu de Catalunya (1899-1936) te werken. Hij creëerde er een nieuwe stijl van politieke journalistiek en bleef actief bij de krant tot omstreeks 1920. Carner was tegelijkertijd actief voor een aantal literaire tijdschriften zoals Montserrat en L'Atlàntida. Van 1903 tot 1905 leidde hij het tijdschrift Catalunya2, van 1907 tot 1908 Empori en van 1913 tot 1914 Catalunya.
In 1911 werd Carner lid van de taalkundige afdeling van het Institut d'Estudis Catalans (Instituut voor Catalaanse studies). Hij werkte er samen met de bekende Catalaanse taalkundige Pompeu Fabra aan de standaardisering en de verrijking van het Catalaans. Samen met Enric Prat de la Riba, op dat moment voorzitter van de Mancomunicat de Catalunya was hij een voorvechter voor het volwassen maken van de Catalaanse literatuur die volgens hen nog in een jeugdig stadium verkeerde. Hij was samen met Prat de la Riba een van de belangrijkste figuren van het Noucentisme, de beweging waarvan de leden probeerden om de invloed van het Spaans in Catalonië in te dijken.
Na de dood van Prat de la Riba begon Carner in 1921 een carrière in de diplomatie. Hij was sinds 1915 gehuwd met de Chileense Carmen de Ossa waarmee hij twee kinderen had. Samen met zijn familie ging hij naar Genua waar hij vice-consul van Spanje werd. Hij bleef er tot in 1924. Daarna bezette hij diplomatieke posten in San José (1924-1926), in Le Havre (1927-1932), in Hendaye (1932-1934), in Madrid (1934-1935), in Beiroet (1935-1936) waar zijn vrouw stierf, in Brussel (1936-1937) waar hij hertrouwde met de Belgische schrijfster en literair criticus Émilie Noulet en in Parijs (1937-1938).
Tijdens de Spaanse Burgeroorlog (1936-1939) was Carner een van de weinige diplomaten die trouw bleef aan de Tweede Spaanse Republiek. Na de oorlog kon hij daarom niet terugkeren naar Spanje. Hij trok samen met zijn Belgische echtgenote naar Mexico waar hij werd benoemd tot hoogleraar aan het pas opgerichte College van Mexico.
Na de Tweede Wereldoorlog keerden Carner en zijn echtgenote terug naar Brussel en werd hij benoemd tot hoogleraar aan de Université libre de Bruxelles waar hij het vak Geschiedenis van de Spaanse literatuur doceerde. Hij gaf eveneens les aan het Europacollege in Brugge. In 1954 ging Carner op emeritaat.
In 1970 werd zijn verbanning opgeheven en de oude en zwaar zieke Carner kon in april 1970 na ruim dertig jaar afwezigheid een bezoek brengen aan zijn geboortestad Barcelona. Enkele maanden later stierf hij.

## Werken
Carner begon op twaalfjarige leeftijd met het schrijven van gedichten. Hij was vernieuwend in zijn taalgebruik, zowel in zijn poëzie als in zijn proza. Carner vertaalde eveneens werken van Charles Dickens, William Shakespeare, Mark Twain, Jean de La Fontaine, Daniel Defoe en Lewis Carroll naar het Catalaans. Het werk Essai, een vertaling van het uit 1597 daterende Essays van Francis Bacon, kreeg in 1977 de Serra d'Or-kritiekprijs voor literatuur en essay. Een selectie van zijn werken:

### Dichtbundels
- Llibre dels poetes (1904)
- Primer llibre de sonets (1905)
- Els fruits saborosos (1906)
- Segon llibre de sonets (1907)
- Verger de les galanies (1911)
- Montjoies (1912)
- Auques i ventalls (1914)
- La paraula en el vent (1914)
- La inútil ofrena (1924)
- El cor quiet (1925)
- El veire encantat (1933)
- La primavera al Poblet (1935)
- Nabí (1941)
- Arbres (1954)
- Obra completa de poesia (1957) (verzameld werk). In deze bundel kan het gedeelte Absència als een afzonderlijk geheel beschouwd worden met thema's als de verbanning en het thuisland. Absència werd in 1958 met de Lletra d'or-literatuurprijs bekroond.

### Toneelstukken
- El vapor (1901)
- Canigou (1910)
- El Ben Cofat i l'Altre (1951)
- Cop de vent (1966)

### Proza
- L'idil·li dels nyanyos (1903)
- La malvestat d'Oriana (1910)

### Diversen
- Les planetes del verdum (1918)
- Les bonhomies (1925)
- Tres estels i un ròssec (1927)
- El giravolt de maig (1928), libretto voor een komische opera van Eduard Toldrá

Enkele van Carners dichtbundels werden door de Antwerpse vertaler en dichter Bob De Nijs naar het Nederlands vertaald.